# Liard
Liard (angleško Liard River, francosko La rivière Liard) je reka v severozahodni Kanadi, katere porečje se razteza znotraj meja Jukona, Britanske Kolumbije in Severozahodnih teritorijev.
Reka Liard je s svojim porečjem del porečja Mackenziejeve reke, ki je največji rečni sistem v Kanadi. Glavna struga je dolga 1115 kilometrov in poteka skozi gorski svet zahodno od glavne struge Mackenziejeve reke. Krajina znotraj porečja reke Liard, ki zajema površino približno 277.100 km², je večinoma prekrita z gozdovi tajge in šotišči.
Reka Liard izvira v odročnem gorovju Pelly na jugovzhodu Jukona, na višini približno 1500 metrov nad morjem, od koder teče proti jugovzhodu in prehaja v severne predele Britanske Kolumbije, kjer se nazadnje obrne nazaj proti severu ter v smeri severovzhoda teče skozi Severozahodne teritorije do izliva v glavno strugo Mackenziejeve reke pri naselju Fort Simpson, ki so ga ustanovili evropski trgovci s kožuhi leta 1804. Kraj je obiskal tudi škotski raziskovalec Alexander Mackenzie leta 1789, ko je plul po reki, ki je bila kasneje poimenovana po njem.
V bližini glavne struge reke Liard deloma poteka Alaska Highway, ki je glavna cestna povezava med severovzhodno Britansko Kolumbijo, južnim Jukonom s prestolnico Whitehorse in jugovzhodom Aljaske. Edini viseči most na cesti Alaska Highway, ki je bil zgrajen leta 1944, prečka glavno strugo reke Liard.
Ekosistem porečja reke Liard je večinoma nedotaknjen, saj človeške dejavnosti na njegovem območju večinoma ni. Nekaj škode je bilo povzročeno s črpanjem nafte in plina ter rudarjenjem. Podnebne spremembe deloma ogrožajo cestne povezave, ko prispevajo k tajanju permafrosta in s tem povezani destabilizaciji tal.
Ime reke izhaja iz besede liard, ki lahko pomeni kanadskega topola ter se nanaša na pogostost teh dreves vzdolž glavne struge. Rastlinski svet porečja reke Liard vključuje tudi druge vrste topolov ter borovce, smreke in breze. Živalski svet je najbolj raznovrsten v višjih predelih porečja reke Liard, kjer ni človeškega vpliva. Vključuje snežne koze, bizone, rdeče lisice, bobre in več vrst ptic. Losi, medvedi in vodne ptice so razširjeni po celotnem območju porečja reke Liard, medtem ko v njegovih nižjih predelih živijo severni jeleni, srne, risi in volkovi.